# Berícids
Els berícids (Berycidae) són una família de peixos exclusivament marins inclosa en l'ordre Beryciformes. Es distribueixen pels oceans Atlàntic, Índic i centre-oest del Pacífic, la majoria de les espècies entre els 200 i 600 m de profunditat.

## Gèneres i espècies
Existeixen 10 espècies agrupades en 2 gèneres: 
- Gènere Beryx (Cuvier 1829)
  - Beryx decadactylus (Cuvier, 1829)
  - Beryx mollis (Abe, 1959)
  - Beryx splendens (Lowe, 1834)
- Gènere Centroberyx (Gill 1862)
  - Centroberyx affinis (Günther, 1859)
  - Centroberyx australis (Shimizu y Hutchins, 1987)
  - Centroberyx druzhinini (Busakhin, 1981)
  - Centroberyx gerrardi (Günther, 1887)
  - Centroberyx lineatus (Cuvier, 1829)
  - Centroberyx rubricaudus (Liu y Shen, 1985)

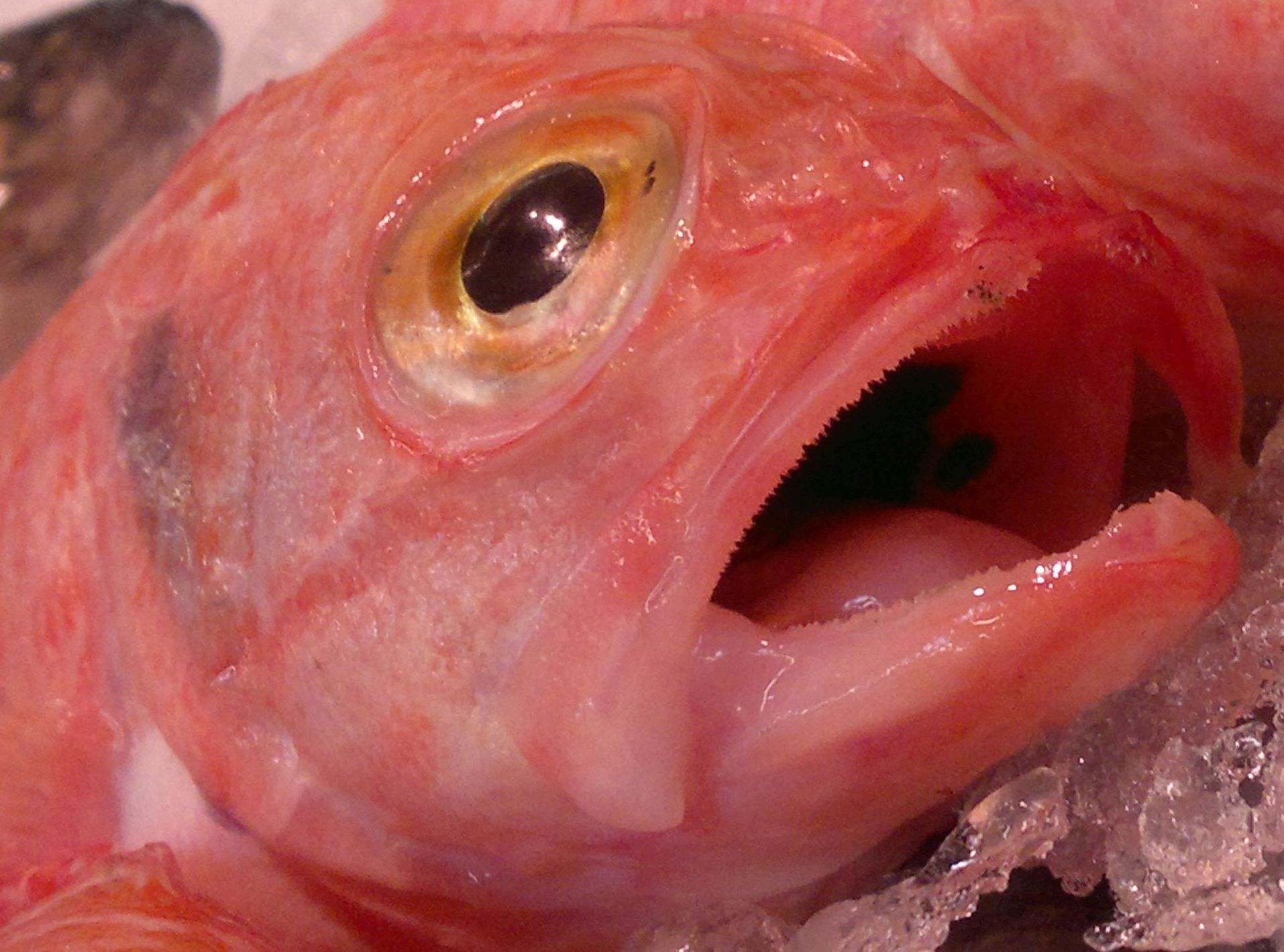
Palometa roja (Beryx decadactylus). Detall de la dentició.

  - Centroberyx spinosus (Gilchrist, 1903)